# Нај, нај, нај, нај
Нај, нај, нај, нај је совјетски анимирани филм из 1966, у продукцији Сојузмуљтфилма. Филм је објављен на компилацијском ДВДу Сказочные джунгли.

## Прича
Ову легенду је испричао древни дух, који се сакрио на дну исушеног бунара у самом центру Африке. На обали језера Чад од давнина живи много разних врста птица и животиња. Једног дана они су решили да изаберу цара и изабрали су лава. Назвали су га најхрабријим, најјачим, најмудријим и најлепшим. Касније су лав и лавица добили сина - лавића. Када је лавић проходао, срео је хијену, која му је рекла да је он лав - цар животиња, дакле најхрабрији, најјачи, најмудрији и најлепши.
Лавић је порастао, почео је да шета даље од куће и налетео је на бунар са древним духом. Лавић се похвалио да је он најхрабрији, најјачи, најмудрији и најлепши. Древни дух је почео да се смеје и рекао му да је најглупљи. Затим је лавића ујео мрав, који га се није бојао, јер је штитио свој мравињак. Лавић је рекао: «Ти си заиста храбрији од мене, али сам зато ја - најхрабрији!». Мрав је почео да се смеје, назвао лавића најглупљим и посаветовао му да потражи ћелавог слона.
И пође лавић у потрагу за ћелавим слоном. А када је видео како огромни слон лако чупа дрво са кореном, раумео је ко је најјачи! Орао је рекао: «Слушај и запамти! Не говори да си храбар - срешћеш храбријег! Не говори да си јак - срешћеш јачег! Не говори да си мудар - срешћеш мудријег!». Лавић је одговорио: «Разумем, али ко је најлепши?». Орао је одлетео, не дослушавши га.
Прошло је неко време, млади лав је риком окупио животиње и птице, и рекао да ће раскомадати тога, ко га назове најхрабријим, најјачим, најмудријим и најлепшим. Лаву је пришла млада лавица и рекла: «Ја сам те заволела на први поглед. Ти ме можеш раскомадати, но ја ћу ипак рећи! Ти си - најлепши!». Лав јој се осмехнуо, јер је разумео, да је тај који је вољен, увек нај, нај, нај, нај...

## Улоге
| Улога              | Име глумца           |
| ------------------ | -------------------- |
| Мали лавић         | Рина Зељонаја        |
| Млађани лавић      | Валентина Сперантова |
| Млади лав          | Иван Тарханов        |
| Хијена             | Јелена Понсова       |
| Древни дух         | Владимир Корецкиј    |
| Крокодилчић, мрав  | Клара Румјанова      |
| Орао               | Владимир Балашов     |
| Голупчић, грлица   | Валентина Туманова   |
| Лавица             | Љубов Земљаникина    |
| Лав - лавићев отац | Александар Баранов   |
| Крокодилица        | Василије Ливанов     |

## Занимљивости
Своју мангу Jungle Emperor «отац» јапанске анимације Осаму Тедзука направио је по узору управо на овај цртани филм.